# چری اومودا ۵
چری اومودا ۵ (انگلیسی: Chery Omoda 5) یک کراس اوور کامپکت است که توسط چری تولید شده است. این خودرو در انتهای سال ۲۰۲۱ معرفی شد و تولیدش در سال ۲۰۲۲ آغاز شد.

## بازارها
تولید چری اومودا ۵ در فوریه ۲۰۲۲ در چین آغاز شد. کمی بعد و در نیمه دوم سال ۲۰۲۲ و با عرضه در اندونزی، پای این خودرو به بازارهای خارج از چین نیز باز شد. این خودرو در اوت ۲۰۲۲ و با نام چری اومودا در استرالیا و نیوزلند عرضه شد. در روسیه و قزاقستان، چری با خلق با برند اومودا، این خودرو را با نام اومودا سی۵ به فروش می‌رساند. اومودا ۵ همچنین در ایران و اسرائیل، با نام اف‌ایکس عرضه می‌شود. البته اف‌ایکس در ایران، با لوگو و برند فونیکس عرضه می‌شود.
چری اومودا ۵ در بازارهای جهانی، بسته به امکانات رفاهی و نوع پیشرانه و گیربکس، قیمتی حدود ۱۴ هزار الی ۱۹ هزار دلار دارد. این خودرو در ایران، با موتور ۱٫۵ لیتری توربوشارژر و گیربکس ۹ سرعته سی‌وی‌تی، با قیمت ۱ میلیارد و ۲۸۰ میلیون تومان به تعدادی محدود، در دی ماه سال ۱۴۰۱ هجری شمسی فروخته شد. بعدتر این مدل جای خود را به مدل قوی‌تر ۱٫۶ لیتری داد که در حال حاضر قیمت کارخانه آن ۱  میلیارد و۷۳۰ میلیون تومان می‌باشد.

## ایمنی
چری اومودا ۵ اولین محصول چری است که در موسسه یوروانکپ (یورو ان سی ای پی) تست می‌شود. چری اومودا ۵ موفق به کسب ۵ ستاره ایمنی از این موسسه شد و در دسته خودروهای ایمن قرار می‌گیرد.
| امتیاز مجموع کسب شده از مؤسسه یورو ان‌سی‌ای‌پی |     |
| حفاظت از سرنشینان                           | ۸۷٪ |
| ایمنی کودک                                  | ۸۷٪ |
| حفاظت از عابر پیاده                         | ۶۸٪ |
| ایمنی فعال                                  | ۸۸٪ |

## امکانات رفاهی
شرکت چری، اومودا ۵ را به عنوان برادر کوچکتر چری تیگو ۸، با امکانات رفاهی مطلوب به بازار فرستاده است. گرمکن و سردكن صندلی های جلو، سیستم صوتی سونی، کیلس استارتر، اپل کارپلی و نورپردازی ۶۴ رنگ کابین، درايومد ،سانروف، سيستم adas بخش کوچکی از امکانات رفاهی چری اومودا ۵ هستند. 